# 相原リサ
相原 リサ（あいはら りさ、1976年4月28日 - ）は、日本の元AV女優。趣味は音楽鑑賞。

## 出演作品
- 天使降臨 (倉田千佳の名義、1995年11月21日、アトラス)
- 天使の誘惑 (倉田千佳の名義、1995年12月29日、アトラス)
- 堕ちた天使 (倉田千佳の名義、1996年1月23日、アトラス)
- ＮＥＯ出血大制服１９ (倉田千佳の名義、1996年2月23日、アトラス)
- 恥めまして (聖まどかの名義、1996年5月23日、ＫＵＫＩ)
- ランジェリー・ドール３　エロ下着に取付かれた女 (聖まどかの名義、1996年6月22日、ＫＵＫＩ)
- 令嬢教師２　傷ある過去に染まった性職者の末路 (聖まどかの名義、1996年7月24日、ＫＵＫＩ)
- 魅惑のエステティシャン (聖まどかの名義、1996年9月18日、エッチアールシー)
- ブレイクアウト（1996年11月11日、トライハート）
- 過剰反応（1996年12月10日、トライハート）
- 女教師 暗黒の祝福 ～英語教師・圭子～（1997年2月6日、アタッカーズ）
- 魔性の女（1997年5月14日、アクセラ）
- 奴隷秘書18（1997年6月27日、シネマジック）
- 汚された堕天使４　放課後の黒い罠 (倉田千佳の名義、1997年7月15日、アートビデオ)
- 奴隷女教師 美肉の偏差値（1997年8月12日、シネマジック）
- 犯された監禁女医物語３（1997年8月25日、笠倉出版社）
- 女子高生露骨な恥骨 4（リア王）
- 奥まで見せろ！9（リア王）
- 奴隷秘書スペシャル 4（1997年10月17日、シネマジック）
- ナーススペシャル 秘め恥め 4（1998年12月7日、笠倉出版社）
- 女教師Selection（2000年6月16日、メディアバンク）
- 死夜悪 The Best 1 女教師セレクト（2001年7月1日、アタッカーズ）
- 死夜悪アンソロジー 1（2003年6月8日、アタッカーズ）
- 奴隷女教師EX（2003年7月25日、シネマジック）

| スタブアイコン | サブスタブ | この項目は、まだ閲覧者の調べものの参照としては役立たない、性風俗関係者に関連した書きかけの項目です。この項目を加筆・訂正などしてくださる協力者を求めています（P:性/PJ:性）。 |